# Străbătând Parisul (film)
Străbătând Parisul (grafiat la acel timp Străbătînd Parisul, titlul original: în franceză La traversée de Paris) este un film de comedie-dramatică franco-italian, realizat în 1956 de regizorul Claude Autant-Lara, după romanul omonim al scriitorului Marcel Aymé, protagoniști fiind actorii Jean Gabin, Bourvil, Louis de Funès, Jacques Marin. 

## Conținut
Acțiunea filmului are loc în Paris în 1942/43, care fusese ocupat de Wehrmacht din iunie 1940. Șoferul de taxi șomer Martin, preia ocazional unele transporturi pentru piața neagră. Asistentul său a fost arestat, asfel o cunoștință întâmplătoare, Grandgil, intră în locul său în afacere. Măcelarul Jambier le predă un porc tăiat și tranșat la negru, pus în patru valize, pe care Martin și Grandgil trebuie să le transporte noaptea prin Parisul ocupat. Treabă grea, pentru că dacă vor fi prinși de patrule, pedeapsa este deportarea. Ei au parte de unele surprize și supraviețuiesc pericolelor, dar sunt arestați de Gestapo... 

## Distribuție
- Jean Gabin – Grandgil, pictorul
- Bourvil – Marcel Martin, șoferul de taxi șomer
- Louis de Funès – Jambier, băcanul
- Jeannette Batti – Mariette Martin, soția lui Marcel
- Jacques Marin – patronul restaurantului
- Robert Arnoux – Marchandot, măcelarul
- Georgette Anys – Lucienne Couronne, la cafetière
- Jean Dunot – Alfred Couronne, cafetiera
- Monette Dinay – dna. Jambier, băcănița
- René Hell – tatăl lui Jambier
- Myno Burney – Angèle Marchandot, măcelarul
- Harald Wolff – comandantul german
- Bernard Lajarrige – un agent de poliție
- Anouk Ferjac – fata tânără, care dă alarma
- Hubert Noël – tânărul arestat
- Béatrice Arnac – prostituata
- Hans Verner – motociclistul neamț
- Laurence Badie – chelnerița din restaurant
- Claude Vernier – secretara germană de la comandatură
- Hugues Wanner – tatăl lui Dédé
- Paul Barge – țăranul cu vaca
- Marcel Bernier – militarul pe peron
- Georges Bever – un consumator
- Germaine Delbat – o femeie din restaurant
- Clément Harari – ostaticul cu ochelari
- Jean Imbert – bărbatul la ieșirea din metrou
- Hubert de Lapparent – ostaticul nervos
- Franck Maurice – vânzătorul de ziare
- Albert Michel – portarul imobilului
- Michèle Nadal – tânăra fată de la ieșirea din metrou
- Maryse Paillet – o femeie din restaurant
- Jean Vinci – clientul nemulțumit din restaurant
- Louis Viret – ciclistul
- Louisette Rousseau – bucătăreasa din restaurantul St-Martin
- Yvonne Claudie – prostituata în vârstă

## Premii și nominalizări
- 1956 - Festivalul de film din Veneția
  - Coppa Volpi pentru cea mai bună interpretare masculină lui Bourvil